# André Amitrano
André Amitrano est un footballeur et entraîneur français, né le 30 novembre 1957 à Mers el-Kébir, en Algérie. Il évolue au poste de gardien de la fin des années 1970 au début des années 1990.
Formé à l'AS Monaco, il remporte avec ce club le championnat de France en 1982. Il évolue ensuite à l'OGC Nice et à l'AS Cannes où il termine sa carrière.
Il devient ensuite entraîneur de gardiens notamment à l'EA Guingamp, au Stade rennais et à l'AS Cannes et l'AS Monaco.

## Biographie

### Joueur
André Amitrano naît le 30 novembre 1957 à Mers el-Kébir, en Algérie,. Il commence le football au sein de l'US Cannes Bocca olympique, club de quartier de Cannes, à l'âge de dix ans. Il se spécialise très rapidement au poste de Gardien de but et, en 1977, il est repéré par Gérard Banide et rejoint alors le centre de formation de l'AS Monaco. André Amitrano déclare sur cette période, « c’était le début des centres de formation. Je suis donc parti à dix-neuf ans faire ma formation. J’ai signé cinq ans dont deux en tant que stagiaire et trois en pro ».
Il devient la doublure de Jean-Luc Ettori après le départ d'Yves Chauveau et fait ses débuts en équipe première lors de la première journée du championnat 1978-1979. Les Monégasques s'inclinent un but à zéro sur le terrain du Nîmes Olympique. La saison suivante, il ne joue qu'une rencontre lors de la dernière journée du championnat, match à domicile perdu un but à zéro face au FC Sochaux. En équipe réserve, il dispute les trente rencontres de championnat et remporte avec ses coéquipiers le groupe Sud de Division 3. Après une saison 1980-1981 sans apparition en équipe première, il joue une rencontre du championnat 1981-1982 que le club monégasque remporte en fin de saison.
André Amitrano est alors prêté pour une saison à l'OGC Nice qui évolue en Division 2. Après une saison terminée à la troisième place du groupe A, il signe un contrat de trois ans avec le club niçois. La saison suivante, le club termine deuxième du groupe A derrière l'Olympique de Marseille et dispute les barrages. Après une victoire face au Havre AC en prébarrages, les Niçois sont battus, cinq buts à trois sur les deux matchs, par le Racing CP. En 1985, André Amitrano et ses coéquipiers remportent le groupe B  avec la meilleure attaque et la deuxième meilleure défense et retrouve la Division 1. Dans le match des champions de groupe, l'OGC Nice est battu par Le Havre AC sur le score de cinq buts à deux sur les deux matchs. Pour son retour en Division 1, le club termine à la huitième place du championnat et les performances d'André Amitrano lui valent d'être cité par les commentateurs comme un candidat potentiel à la troisième place de gardien en équipe de France pour la Coupe du monde. Onzième puis seizième en championnat, le club atteint les demi-finales de la Coupe de France en Coupe de France. Les Niçois sont battus à ce stade de la compétition par le FC Sochaux sur le score de trois buts à deux sur les deux matchs.
En 1988, André Amitrano est échangé contre Gilles Morisseau et il rejoint alors l’AS Cannes. Après une saison comme titulaire, il perd sa place au profil de Michel Dussuyer, sa doublure à l'OGC Nice en 1982-1983. Après cinq saisons comme remplaçant, la dernière en tant qu'amateur, il met fin à sa carrière en 1994.

## Entraîneur de gardiens
André Amitrano devient à partir de 1993 entraîneur des gardiens du centre de formation de l'AS Cannes et exerce cette fonction jusqu'en 2002. Après une saison sans club, il rejoint l'ASOA Valence dirigée par son ancien coéquipier cannois Alain Ravera comme entraîneur adjoint et entraîneur des gardiens. En 2005, Alain Ravera rejoint l'EA Guingamp où André Amitrano exerce les mêmes fonctions qu'à l'ASOA Valence.
En 2006, il retourne à l'AS Cannes comme entraîneur des gardiens avant d'être recruté en novembre 2007 par le Stade rennais pour s'occuper des gardiens,. L’entraineur rennais Guy Lacombe rejoint en 2009 l'AS Monaco et André Amitrano l’accompagne. Il est depuis cette date entraîneur des gardiens du club de la Principauté. Il quitte son poste en janvier 2020 lors de l'arrivée de l'entraineur Robert Moreno et de son staff, et est remplacé par José Sambade.

## Style de jeu
André Amitrano est comme Jean-Luc Ettori un gardien de but de petite taille et il partage avec celui-ci les mêmes caractéristiques. Gardien très souple, il possède de bons réflexes sur la ligne de but et une bonne détente verticale.

## Palmarès
André Amitrano remporte avec l'AS Monaco le championnat de France en 1982. Il est également vainqueur du groupe Sud de Division 3 en 1980 avec la réserve monégasque. Sous les couleurs de l'OGC Nice, il est vice-champion de France de Division 2 en 1985.

## Statistiques
Le tableau ci-dessous résume les statistiques en match officiel d'André Amitrano durant sa carrière de joueur professionnel,.
| Saison                | Club                  | Championnat           | Championnat | Championnat | Coupe(s) nationale(s) | Coupe(s) nationale(s) | Autres compétitions | Autres compétitions | Total | Total |
| Saison                | Club                  | Division              | M.          | B.          | M.                    | B.                    | M.                  | B.                  | M.    | B.    |
| 1978-1979             | AS Monaco             | Division 1            | 2           | 0           | -                     | -                     | -                   | -                   | 2     | 0     |
| 1979-1980             | AS Monaco             | Division 1            | 1           | 0           | -                     | -                     | -                   | -                   | 1     | 0     |
| 1980-1981             | AS Monaco             | Division 1            | -           | -           | -                     | -                     | -                   | -                   | 0     | 0     |
| 1981-1982             | AS Monaco             | Division 1            | 1           | 0           | 1                     | 0                     | -                   | -                   | 2     | 0     |
| 1982-1983             | OGC Nice (prêt)       | Division 2            | 30          | 0           | -                     | -                     | -                   | -                   | 30    | 0     |
| 1983-1984             | OGC Nice              | Division 2            | 36          | 0           | -                     | -                     | 3                   | 0                   | 39    | 0     |
| 1984-1985             | OGC Nice              | Division 2            | 34          | 0           | 3                     | 0                     | 2                   | 0                   | 39    | 0     |
| 1985-1986             | OGC Nice              | Division 1            | 38          | 0           | 3                     | 0                     | -                   | -                   | 41    | 0     |
| 1986-1987             | OGC Nice              | Division 1            | 35          | 0           | 3                     | 0                     | -                   | -                   | 38    | 0     |
| 1987-1988             | OGC Nice              | Division 1            | 38          | 0           | 9                     | 0                     | -                   | -                   | 47    | 0     |
| 1988-1989             | AS Cannes             | Division 1            | 36          | 0           | 3                     | 0                     | -                   | -                   | 39    | 0     |
| 1989-1990             | AS Cannes             | Division 1            | 1           | 0           | -                     | -                     | -                   | -                   | 1     | 0     |
| 1990-1991             | AS Cannes             | Division 1            | 4           | 0           | -                     | -                     | -                   | -                   | 4     | 0     |
| 1991-1992             | AS Cannes             | Division 1            | 1           | 0           | -                     | -                     | -                   | -                   | 1     | 0     |
| 1992-1993             | AS Cannes             | Division 2            | 4           | 0           | 2                     | 0                     | -                   | -                   | 6     | 0     |
| Total sur la carrière | Total sur la carrière | Total sur la carrière | 261         | 0           | 24                    | 0                     | 5                   | 0                   | 290   | 0     |